# Greenidea carpinicola
Greenidea carpinicola är en insektsart. Greenidea carpinicola ingår i släktet Greenidea och familjen långrörsbladlöss. Inga underarter finns listade i Catalogue of Life.